# Чарлз Фрейзър
Чарлз Фрейзър (на английски: Charles Frazier) е американски писател.

## Биография и творчество
Чарлз Фрейзър е роден на 4 ноември 1950 г. в Ашвил, Северна Каролина.
Първият роман на Фрейзър, „Студена планина“ (ISBN 954-783-022-8), печели националната награда National Book Award през годината на издаването си – 1997. През 2003 г. Антъни Мингела създава филм по романа с участието на Джуд Лоу, Рене Зелуегър, Никол Кидман и Доналд Съдърланд.
Вторият роман на Фрейзър „Тринайсет луни“ (ISBN 978-954-783-061-5), излиза през 2006 г.

## Произведения

### Самостоятелни романи
- Cold Mountain (1997)
Студена планина, изд.: „Интенс“, София (2004), прев. Юрий Лучев
- Thirteen Moons (2007)
Тринайсет луни, изд.: „Интенс“, София (2007), прев. Маргарита Христова
- Nightwoods (2011)